# R5 (formație)
R5 a fost o formație de pop rock americană, formată în Los Angeles, California, în anul 2009. Membrii actuali ai formației sunt Ross, Riker, Rydel, Rocky Lynch și Ellington Ratliff. Ross este vocea principală, și cântă la chitară, Riker cântă cu vocea și la chitară bas, Rocky la chitară și cu vocea, Rydel la clape și cu vocea, iar Ellington la baterie și cu vocea. În martie 2010, ei și-au lansat primul lor EP, intitulat Ready Set Rock.
Formația se numește R5 pentru că fiecare din numele lor începe cu litera R (sau în cazul lui Ellington Ratliff, numele de familie) iar ei sunt cinci membrii de tot în formație.
În aprilie 2012, grupul a anunțat via site-ul lor oficial Arhivat în 10 decembrie 2012, la Archive.is că au semnat un contract de înregistrări cu Hollywood Records. Al doilea extended play al formației, Loud, a fost lansat pe data de 19 februarie 2013, care conține single-ul principal, „Loud”. Primul album al formației, Louder, a fost lansat pe data de 24 septembrie 2013, iar albumul nu conține numai patru cântece de pe Loud, dar și șapte cântece noi. Single-ul principal de pe album, „Pass Me By”, a fost lansat pe iTunes pe data de 20 august 2013. Videoclipul muzical a avut premiera pe 29 august 2013 pe canalul lor VEVO. Al doilea single, „(I Can't) Forget About You”, a fost lansat pe data de 25 decembrie 2013. În 2014, trupa și-a lansat al treilea EP intitulat Heart Made Up On You, care consistă din patru cântece noi: „Heart Made Up On You”, „Things Are Looking Up”, „Easy Love” și „Stay With Me”. Pentru a își promova EP-ul, formația a mers într-un turneu în America de Sud și au ținut o sesiune de autografe în Buenos Aires, Argentina,  unde au avut și o apariție specială în serialul Violetta. Pe data de 16 noiembrie 2014 formația a lansat primul single de pe al doilea album de studio, „Smile”. Pet data de 13 februarie, formația a lansat al doilea single „Let's Not Be Alone Tonight” de pe al doilea album de studio. Pe 6 aprilie 2015, ei au anunțat că albumul se va numi Sometime Last Night. R5 au un film numit All Day, All Night care a fost arătat doar odată, la cinematografele Regal pe 16 aprilie 2015.

## Istorie

### 2009–12: Formarea șiReady Set Rock
R5 este formată dintr-un grup de frați și o soră care s-au născut și au crescut în Littleton, Colorado: frații Riker Lynch, Rocky Lynch, Ross Lynch, sora Rydel Lynch și fratele lor mai mic, Ryland, care era managerul trupei. Când au trăit în Colorado, copii Lynch au mers la o școală de arte. Ei purtau machiaj și organizau show-uri pentru familia lor, pentru care îi puneau să plătească măcar un dolar ca să le poată urmării show-urile în subsolul casei, pe când aveau patru sau cinci ani. În 2008, Riker, la 16 ani, a decis că voia să se mute la Los Angeles ca să își poată împlini visul de a deveni un actor. Ca să se acomodeze, părinții lor, Stormie și Mark Lynch, s-au mutat cu toată familia la L.A. ca să trăiască toți împreună. Frații au început să devină tot mai cunoscuți, începând cu reclame. Patru dintre frați erau membrii ai grupului de dans Rage Boyz Crew în show-ul So You Think You Can Dance în 2009. În octombrie 2008, familia l-a întâlnit pe Ellington Ratliff la The Rage, un studio de dans în California, în care era și el un membru al Dance Crew. Ratliff a decis să cânte la baterie, Rydel la pian/clape (luase lecții mai demult), și R5 a fost formată.

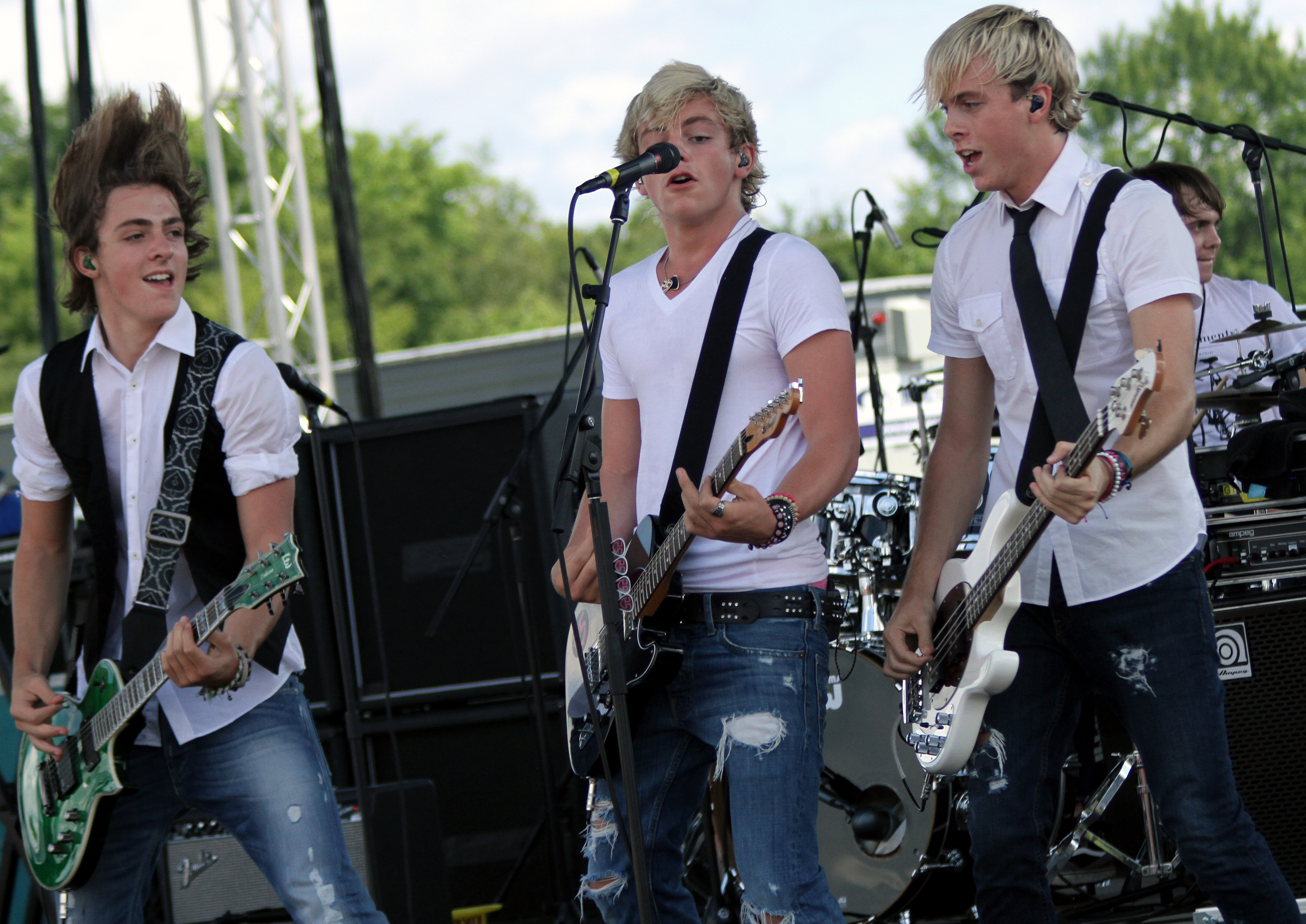
Rocky, Ross și Riker în timpul R5 West Coast Tour, în 2012.

La mijlocul lui 2009, R5 au început să facă o emisiune pe YouTube care se chema R5 TV ca să le arate faniilor lor ce fac ei și la ce lucrează, pe  canalul de YouTube al lui Riker (după care s-au mutat pe un alt canal în februarie 2012). Această emisiune a fost foarte faimoasă, câștigând peste patru milioane de vizionări. De la mijlocul până la sfârșitul lui 2012, R5 au înregistrat EP-ul Loud, care a fost lansat pe 19 februarie 2013. Ei au lucrat cu producătorii Emanuel "Eman" Kiriakou și Evan "Kidd" Bogart la EP. Ei și-au făcut primul video creat de ei însăși pentru melodia „Can't Get Enough of You” pe data de 4 septembrie 2010.
Formația și-a lansat primul lor EP, intitulat Ready Set Rock, care consistă din cântece scrise în mare parte de Riker, Rocky, Rydel, antrenorul formației E-Vega, și antrenorul lor vocal/compozitorul Mauli B. EP-ul a fost produs de E-Vega. În acest timp, ei au cântat cel mai mult prin California de Sud și la festivale si evenimente, incluzând Orange County Fair, San Diego County Fair, San Diego IndieFest, Knitting Factory, și Six Flags Magic Mountain.

### 2012–14:LoudșiLouder

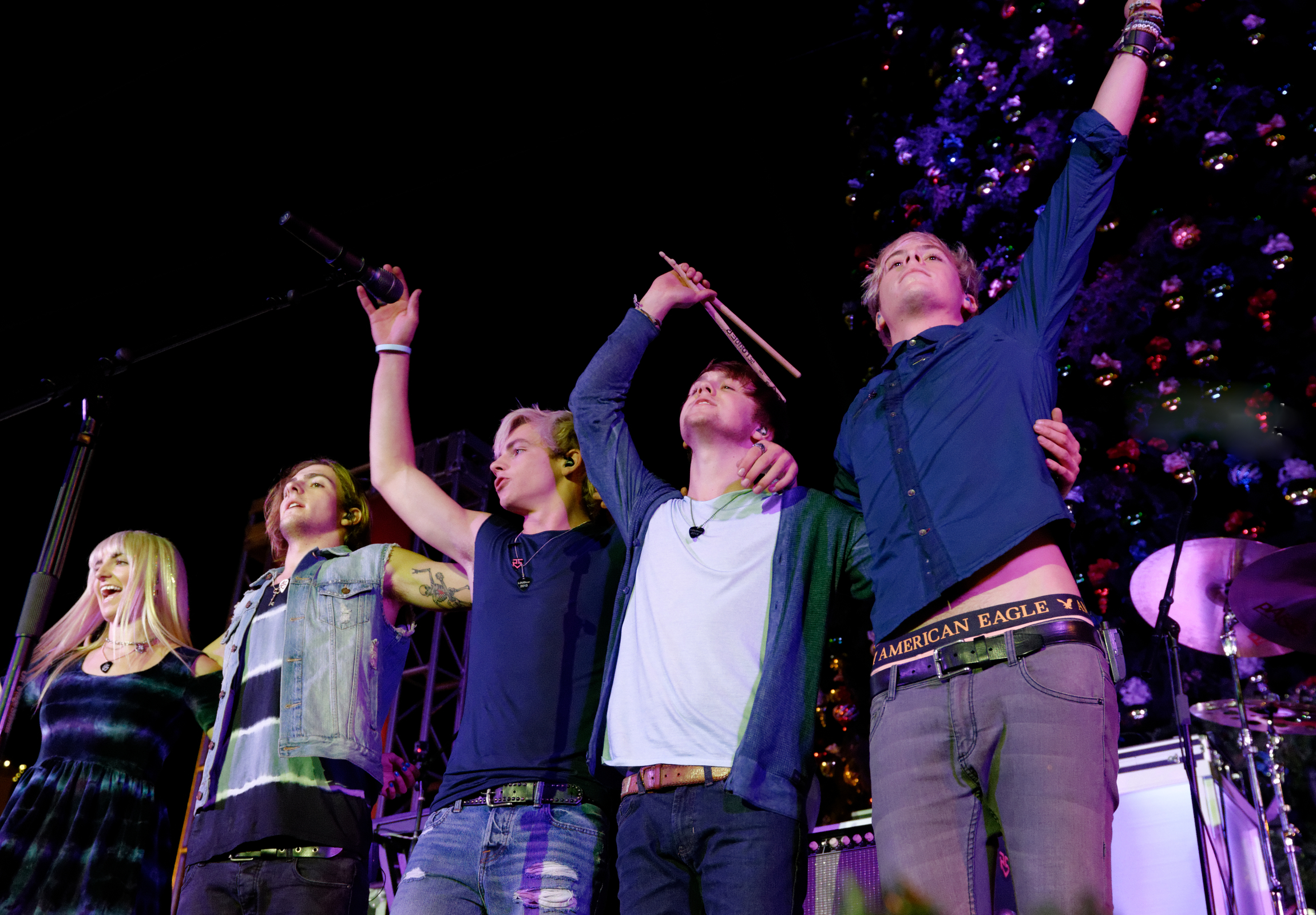
R5 cântând în Commerce, în 2013.

În aprilie 2012, formația au anunțat pe site-ul lor oficial că au semnat un contract cu  DMG's Hollywood Records și ei se pregătesc pentru primul lor mini turneu pentru luna mai. EP-ul Loud a ajuns în Top 3 iTunes chart în 24 de ore de la lansare. Unul dintre cele patru cântece de pe EP, „Here Comes Forever” a fost compus de Riker, Rocky și Ross. Riker a descris single-ul lor de debut, „Loud”, ca „It's like this big huge loud party” (Este ca o petrecere mare și zgomotoasă).
Pe data de 16 august 2013, single-ul principal de pe albumul lor de debut a avut premiere la Radio Disney. „Pass Me By” a fost lansat digital pe data de 20 august 2013, și a fost valabil pentru downloadare instantă după pre-ordering albumul lor de debut Louder. Albumul a fost lansat oficial pe data de 24 septembrie 2013. Fanii pot folosi opțiunea iTunes „Complete My Album” ca să cumpere EP-ul, care i-ar lăsa să cumpere albumul la un preț mai mic. „Louder” a ajuns pe locul 2 pe iTunes charts și a fost clasificat ca un „Chart-topper” pe lista de albume iTunes de la sfârșitul anului.
Pe data de 25 decembrie 2013, cel de-al doilea single de pe Louder intitulat „(I Can't) Forget About You” a fost lansat. Cu puțin timp după aceasta, a fost anunțat că videoclipul muzical va fi lansat în 2014. Videoul a fost lansat pe site-ul oficial al formației pe data de 15 ianuarie 2014. În el sunt arătate aventurile „nebunești” ale trupei prin Japonia. Pe 5 februarie 2014, formația s-au îmbarcat pentru primul lor turneu care a început Varșovia, Polonia. Ei au călătorit prin numeroase orașe de prin Europa, incluzând show-uri în Norvegia, Suedia, Danemarca, Germania, Olanda, Belgia,  Italia, Spania, Franța, Marea Britanie, Scoția și Irlanda și de asemenea, un show în Israel. R5 și-au încheiat turneul european cu ultimul show având loc în Dublin, Irlanda. De asemenea, au lansat cel de-al patrulea single, „One Last Dance”, pe data de 29 mai 2014.
-

### 2014-2016:Heart Made Up On Youși "Sometime Last Night"
R5 și-au anunțat de asemenea, al doilea album, care va li lansat cândva în 2015. Riker a spus că cel de-al doilea album va suna „mai matur”, iar Ross a început să scrie cântece pentru album. De asemenea, formația a cântat la White House Easter Egg Roll și la Radio Disney Music Awards pe data de 26 aprilie 2014. Pe 24 aprilie 2014, R5 au apărut în popularul radio show KIIS-FM, On Air with Ryan Seacrest. La Ryan Seacrest's Here, a fost anunțat că ei vor fi actul de deschidere la festivalul muzical Wango Tango, cântând cu numeroși alți artiști ca Maroon 5, Shakira, Ed Sheeran, Paramore, OneRepublic, Christina Aguilera și mulți alții.
Formația și-a lansat, de asemenea, videoul muzical pentru „Rock That Rock” pe 9 iunie 2014. Cântecul a fost scris pentru Candymania's Ring Pop, iar în video au apărut niște clipuri și fotografii trimise de fani în timpul showcasing-ului bomboanelor. Membra Rydel este vocea principală a acestui cântec. Al treilea EP, intitulat Heart Made Up On You, a fost lansat pe data de 22 iulie 2014, care consistă din cântecele „Heart Made Up On You”, „Things Are Looking Up”, „Easy Love” și „Stay With Me”.
Pe data de 11 noiembrie 2014, R5 au anunțat pe pagina lor de Facebook că noul lor single de pe al doilea album de studio al formației, „Smile”, va fi lansat pe data de 14 noiembrie 2014, pe postul de radio Radio Disney. Pe data de 16 noiembrie 2014, R5 au interpretat „Smile” pentru prima oară la CBS Radford - TJ Martell Family Day, în Los Angeles, iar pe data de 23 noiembrie 2014, R5 au interpretat cântecul la Premiile American Music.
Pe data de 16 februarie 2015, formația au lansat un nou single numit „Let's Not Be Alone Tonight”.

### 2016-prezent-New Addictions
Pe 16 octombrie 2016,Riker a anunțat că R5 au finalizat înregistrările pentru al treilea album.Pe 15 martie 2017 ,Riker după ce a anunțat finalizarea lor și au ales un nou titlu pentru albumul cel nou.Pe Aprilie 2017 au anunțat pe Twitter și pe Instagram că noul lor EP(Album) se va numi "New Addictions" și vor avea mici spectacole pe 27 aprilie în New York și pe 11 mai in Los Angeles.Pe data de 5 aprilie 2017,ei anunțat al cincelea EP,New Addictions,care va fi lansat pe data de 12 mai,în acest an,EP-ul are 5 cântec.Cântecul Red Velvet,chiar o parte din acest cântec a fost pus pe Instagram LiveStream a lui Ross Lynch.Cele cinci melodi se vor numi:"Red Velvet","If","Lay Your Head Down","Trading Time" și "Need You Tonight,,un cântec de ai trupei INXS din 1987,din albumul Kick.După,trupa și-au anunțat turneurile de pe acest album.Au anunțat că acest turneu se va numi New Addictions Tour,care va începe pe data de 17 iunie 2017.Trupa își ia apoi turneul în Mexic, Europa, America de Sud și multe alte destinații.

## Influențe
Unele dintre influențele mari ale formației sunt The Beatles, The Rolling Stones, Elvis Presley și The Beach Boys. Ei i-au menționat și pe McFly, Fall Out Boy, The Killers, Neon Trees, Walk the Moon, Maroon 5, Bruno Mars, și The Script ca influențe muzicale.

## Membrii

### Membrii actual
- Ross Lynch – Voce Pricinpală, chitară ritmică
- Riker Lynch – Chitara bas, Voce Principală și Backing Voce
- Rocky Lynch – Chitară principală,backing voce
- Rydel Lynch – Pian / clape, backing voce
- Ellington Ratliff – baterie,Percuție, backing voce

## Discografie

### Albume
- Louder (2013)
- Sometime Last Night (2015)

### Extended play-uri
- Ready Set Rock (2010)
- Loud (2013)
- Live in London (2014)
- Heart Made Up On You (2014)

## Premii și nominalizări
| An   | Premiu                    | Categorie                      | Nominalizare | Rezultat     | Ref.   |
| ---- | ------------------------- | ------------------------------ | ------------ | ------------ | ------ |
| 2013 | Radio Disney Music Awards | Best Music Group               | Ei însuși    | Nominalizare | [ 23 ] |
| 2013 | Radio Disney Music Awards | Best Acoustic Performance      | „Loud”       | Nominalizare | [ 23 ] |
| 2013 | Teen Icon Awards          | Iconic Band / Group            | Ei însuși    | Nominalizare | [ 24 ] |
| 2013 | Next Big Thing Awards     | Next Big Thing                 | Ei însuși    | Câștigat     | [ 25 ] |
| 2014 | Radio Disney Music Awards | Best Music Group               | Ei însuși    | Nominalizare | [ 26 ] |
| 2014 | Radio Disney Music Awards | That's My Jam                  | „Loud”       | Nominalizare | [ 26 ] |
| 2014 | Radio Disney Music Awards | Favorite Roadtrip Song         | „Pass Me By” | Nominalizare | [ 26 ] |
| 2014 | Radio Disney Music Awards | Show Stopper Award             | Ei însuși    | Câștigat     | [ 26 ] |
| 2014 | Radio Disney Music Awards | Best Band                      | Ei însuși    | Câștigat     | [ 27 ] |
| 2014 | Vevo LIFT Fan Vote Awards | Vevo LIFT Artist               | Ei însuși    | Nominalizare | [ 28 ] |
| 2014 | Young Hollywood Awards    | Social Media Superstar         | Ei însuși    | Nominalizare | [ 29 ] |
| 2014 | Teen Choice Awards        | Choice Music Group             | Ei însuși    | Nominalizare | [ 30 ] |
| 2015 | Radio Disney Music Awards | Best Song That Makes You Smile | „Smile”      | În așteptare | [ 31 ] |
| 2015 | Radio Disney Music Awards | Best Band                      | Ei însuși    | În așteptare | [ 31 ] |
| 2015 | Radio Disney Music Awards | Fiercest Fans                  | R5Family     | În așteptare | [ 31 ] |

## Turnee
- West Coast Tour (2012)
- East Coast Tour (2012)
- Loud Tour (2013)
- Louder World Tour (2013–14)
- Live on Tour (2014)
- Sometime Last Night Tour (2015-2016)
- New Addictions Tour (2017)

### Turnee promoționale
- 3M Tour (2012)
- Dancing Out My Pants Tour (2013)